# 스트레이트 프럼 더 하트
스트레이트 프럼 더 하트(Straight From The Heart)는 헝가리에서 제작된 산제이 릴라 반살리 감독의 1999년 코미디, 드라마, 뮤지컬, 멜로/로맨스 영화이다. 아제이 데브건 등이 주연으로 출연하였고 산제이 릴라 반살리 등이 제작에 참여하였다.

## 출연

### 주연
- 아제이 데브건
- 살만 칸

### 조연
- 아이쉬와라 라이
- 비크람 고칼레
- 스미타 자이카르
- 조라 세갈
- 라지브 베르마
- 비나이 파닥
- 쉬바 차다
- 헬렌
- 디비아 자그데일
- 아카시 카나타키
- 제이밀 칸

## 제작진
- 의상: 샤비나 칸